# Ardices canescens
Ardices canescens — вид бабочек из семейства медведиц.

## Систематика
Ранее вид относился к роду Spilosoma, но позднее был перемещен в состав рода Ardices

## Ареал
Вид обитает на большей части территории Австралии.

## Кормовые растения гусениц

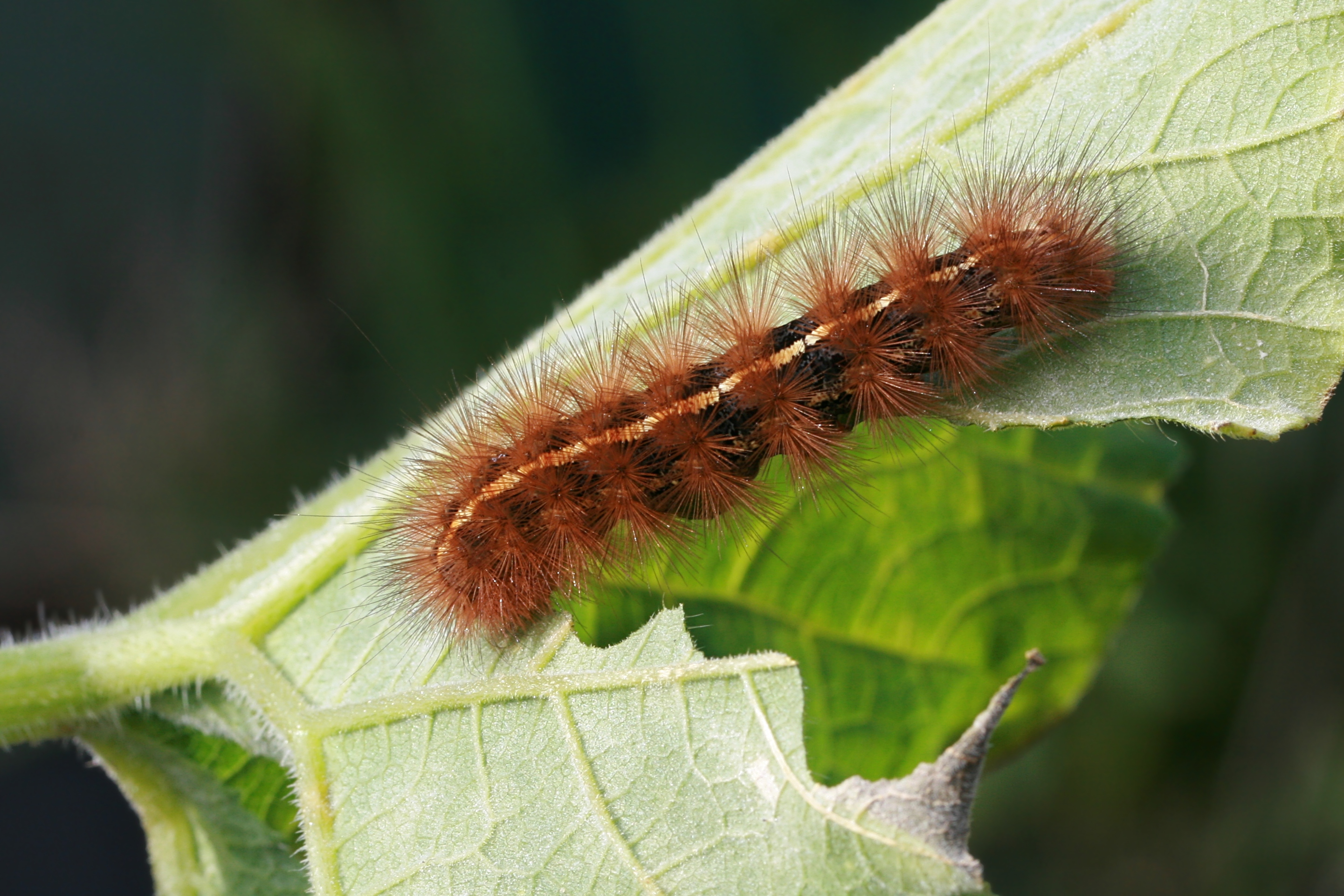
Гусеница Ardices canescens поедает лист гигантской тыквы (Cucurbita maxima) в пригороде Сиднея

Гусеницы являются полифагами и питаются на следующих растениях: Bidens pilosa, Helianthus annuus, Taraxacum officinale, штокроза розовая (Alcea rosea), роза душистая (Rosa odorata), Подорожник, клещевина (Ricinus communis) и Tradescantia albiflora, Cucurbita maxima и других.